# Dorf Berg
Dorf Berg är ett berg i Österrike.   Det ligger i distriktet Lienz och förbundslandet Tyrolen, i den centrala delen av landet, 300 km sydväst om huvudstaden Wien. Toppen på Dorf Berg är 1 865 meter över havet.
Terrängen runt Dorf Berg är huvudsakligen bergig, men den allra närmaste omgivningen är kuperad. Närmaste större samhälle är Lienz, 18,7 km nordost om Dorf Berg. 
I omgivningarna runt Dorf Berg växer i huvudsak barrskog. Runt Dorf Berg är det ganska glesbefolkat, med 30 invånare per kvadratkilometer.